# Braunfelsia muscicola
Braunfelsia muscicola är en bladmossart som beskrevs av J. Fröhlich 1962. Braunfelsia muscicola ingår i släktet Braunfelsia och familjen Dicranaceae. Inga underarter finns listade i Catalogue of Life.